# AB Rechtspraak Bestuursrecht
AB Rechtspraak Bestuursrecht is een tijdschrift waarin uitsluitend de belangrijkste uitspraken op het gebied van het Nederlandse bestuursrecht, milieurecht, ambtenarenrecht, bouwrecht, sociaalzekerheidsrecht, onderwijsrecht en vreemdelingenrecht worden gepubliceerd. Het zijn de uitspraken van de verschillende administratieve rechters die Nederland kent, plus die van de Nationale Ombudsman, het Hof van Justitie van de Europese Unie en die van de gewone rechter, wanneer deze een administratiefrechtelijk geschil heeft beoordeeld.
Het verschijnt wekelijks en wordt uitgegeven door Kluwer. Sommige uitspraken worden door een annotator voorzien van een rechtsgeleerd commentaar, dat een 'noot' wordt genoemd. AB is de afkorting van de oude naam van het blad: Administratiefrechtelijke Beslissingen. Het heeft een bijlage waarin  de meest recente uitspraken worden gepubliceerd: ABkort. 
In processtukken en juridische artikelen is het belangrijk eenduidig naar jurisprudentie te kunnen verwijzen. Daarom krijgt elke gepubliceerde uitspraak naast het Landelijk Jurisprudentie Nummer een uniek nummer. Het terugvinden van de gepubliceerde jurisprudentie gebeurde via het kaartsysteem van de Nederlandse Jurisprudentie van dezelfde uitgever. In dit register werden de vonnissen, arresten en uitspraken op trefwoord vermeld. De ladekasten van het systeem hadden een hoogte van ongeveer een meter en een werkende lengte van enkele meters. In de huidige tijd zijn deze kasten met kaartenbakken vervangen door een cd-rom en een online abonnement via internet.